# Bayernliga
De Bayernliga (ook Oberliga Bayern) is de hoogste amateurdivisie in het Duitse voetbal en vormt samen met nog twaalf andere Oberliga's het vijfde niveau in het Duitse voetbal. Promotie is mogelijk naar de Regionalliga Bayern, een Regionalliga met ingang van het seizoen 2012/2013 en degradatie naar de verschillende Landesliga's.

## Geschiedenis
De Oberliga Bayern is in 1945 ontstaan en de status van de Oberliga's is in de jaren daarop steeds veranderd. Tot de introductie van de 3. Liga in 2008 was het het vierde niveau in het Duitse voetbal en tot de introductie van de Regionalliga's het derde niveau.
Met ingang van het seizoen 2012/2013 werd de Bayernliga gesplitst in een staffel Bayernliga (Nord) en Bayernliga (Süd). Deze twee Oberliga's kwamen in de piramide direct onder de nieuwe Regionalliga Bayern.

## Kampioenen sinds 1945
| - 1946 1. FC 01 Bamberg - 1947 FC Bayern Hof (N), FC Wacker München (S) - 1948 1. FC Bamberg (N), BC Augsburg (S) - 1949 SSV Jahn Regensburg - 1950 1. FC Bamberg - 1951 VfL Neustadt - 1952 FC Amberg - 1953 ATS Kulmbach - 1954 VfL Neustadt (N), SpVgg Weiden (S) - 1955 VfB Helmbrechts (N), FC Penzberg (S) - 1956 VfB Bayreuth (N), FC Amberg (S) - 1957 1. FC Bamberg (N), FC Penzberg (S) - 1958 1. FC Bamberg (N), Wacker München (S) - 1959 SpVgg Bayreuth (N), TSV Schwaben Augsburg (S) - 1960 1. FC Lichtenfels (N), TSV Schwaben Augsburg (S) - 1961 1. FC Haßfurt (N), 1860 München II (S) - 1962 SpVgg Büchenbach (N), ESV Ingolstadt (S) - 1963 1. FC Bamberg (N), TSV Straubing (S) - 1964: Wacker München - 1965: SpVgg Weiden - 1966: BC Augsburg - 1967: Jahn Regensburg - 1968: ESV Ingolstadt - 1969: SpVgg Bayreuth - 1970: FC Wacker München - 1971: SpVgg Bayreuth - 1972: FC Wacker München - 1973: FC Augsburg | - 1974: ASV Herzogenaurach - 1975: Jahn Regensburg - 1976: FC Wacker München - 1977: Würzburger Kickers - 1978: 1. FC Haßfurt - 1979: ESV Ingolstadt - 1980: FC Augsburg - 1981: MTV Ingolstadt - 1982: FC Augsburg - 1983: SpVgg Unterhaching - 1984: TSV 1860 München - 1985: SpVgg Bayreuth - 1986: SpVgg Landshut - 1987: SpVgg Bayreuth - 1988: SpVgg Unterhaching - 1989: SpVgg Unterhaching - 1990: 1. FC Schweinfurt 05 - 1991: TSV 1860 München - 1992: SpVgg Unterhaching - 1993: TSV 1860 München - 1994: FC Augsburg - 1995: Wacker Burghausen - 1996: SC Weismain - 1997: 1860 München Amateure - 1998: 1. FC Schweinfurt 05 - 1999: SV Lohhof - 2000: Jahn Regensburg - 2001: SpVgg Ansbach 09 | - 2002: FC Augsburg - 2003: 1. SC Feucht - 2004: 1860 München Amateure - 2005: SpVgg Bayreuth - 2006: FC Ingolstadt 04 - 2007: Jahn Regensburg - 2008: SpVgg Bayreuth - 2009: SpVgg Weiden - 2010: FC Memmingen - 2011: FC Ismaning - 2012: TSV 1860 Rosenheim - 2013: 1. FC Schweinfurt 05 (N) - 2013: SV Schalding-Heining (S) - 2014: SpVgg Bayreuth (N) - 2014: BC Aichach (S) - 2015: SV Viktoria Aschaffenburg (N) - 2015: TSV 1896 Rain (S) - 2016: SV Seligenporten (N) - 2016: VfR Garching (S) - 2017 VfB Eichstätt (N) - 2017 SV Pullach (S) - 2018 SV Viktoria 01 Aschaffenburg (N) - 2018 SV Heimstetten (S) - 2019 TSV Aubstadt (N) - 2019 SV Türkgücü Ataspor München (S) - 2020 Seizoen gecombineerd met 2020/21 vanwege coronapandemie | - 2021 SC Eltersdorf (N) - 2021 FC Pipinsried (S) - 2022 DJK Vilzing (N) - 2022 SpVgg Hankofen-Hailing (S) - 2023 FC Eintracht Bamberg (N) - 2023 SV Schalding-Heining (S) - 2024 SpVgg Hankofen-Hailing (N) - 2024 SV Erlbach (S) - 2025 VfB Eichstätt (N) - 2025 FC Memmingen (S) |

Nord:
TSV Abtswind · 
DJK Ammerthal · 
ASV Cham · 
VfB Eichstätt ·
SC Eltersdorf ·
ATSV Erlangen · 
DJK Gebenbach · 
SpVgg Bayern Hof · 
FC Ingolstadt 04 II ·
TSV Karlburg · 
TSV Kornburg ·
FC Eintracht Münchberg ·
TSV Neudrossenfeld ·
ASV Neumarkt · 
SV Fortuna Regensburg ·
Jahn Regensburg II · 
SpVgg Weiden 2010 ·
Würzburger FV

Süd:
Türkspor Augsburg · 
TSV Dachau · 
FC Deisenhofen · 
SV Erlbach ·
TSV Grünwald ·
SV Heimstetten ·
FC Ismaning · 
SV Kirchanschöring · 
TSV Kottern · 
TSV 1882 Landsberg · 
FC Memmingen ·
TSV 1860 München II · 
TSV 1861 Nördlingen ·
FC Pipinsried ·
TSV 1896 Rain ·
SV Schalding-Heining ·
1. FC Sonthofen ·
SpVgg Unterhaching II